# Днипро
Днипро (на украински: Дніпро; от основаването му през 1776 г. до 1796 г. и между 1802 и 1918 г. и между 1919 и 1926 г. – Екатеринослав; 1918–1919 г. – Сичеслав; между 1796 и 1802 г. – Новоросийск; и между 1926 и 2016 г. – Днепропетровск) е град и административен център на Днепропетровска област, Днипровски район и Днипровска градска община в Украйна. Разположен е на двата бряга на река Днепър. Разделен е на 8 градски района.
Градът е с четвъртото по големина население (968 502 души към 19.01.2022 г.) в Украйна след Киев, Харков и Одеса. Градът е основен научен, изследователски и иновационен център. Днипро се смята за „космическата столица“ (има космодрум) на Украйна и има най-дългата крайбрежна ивица в Европа.
Градът е основан по долното течение на река Самара през 1776 г., малко след завземането на украинската Запорожка сеч от Руската империя под управлението на императрица Екатерина II и след Кючук-Кайнарджанския и Яшкия мирен договор, и е наречен в нейна чест Екатеринослав. 
С откриването и търговското разработване на находищата на желязна руда в Кривой рог Екатеринослав бързо се превръща във важен промишлен град на Руската империя. През ХХ век Днипро се превръща в един от ключовите центрове на металургичната, ядрената, отбранителната и космическата промишленост на СССР. Поради наличието на обекти на военната промишленост градът е затворен град до началото на 1990-те години.
В съвременна Украйна, както и в цялата си история, Днипро остава един от най-важните политически, промишлени, финансови, научни и културни центрове.
Днипро е център на Днипровската агломерация с население от почти 1,5 млн. души.

## Население
Населението на Днипро наброява 1 001 612 жители (2011). Градът е център на Днипровска агломерация с население 2 млн. души (с градовете Камянске, Новомосковск, Пидгородне, Иларионове, Синелникове, Верхивцеве, Верхньоднипровск и още 12 селища).

## История
Градът е основан по долното течение на река Самара през 1776 г., малко след завземането на украинската Запорожка сеч от Руската империя под управлението на императрица Екатерина II и след Кючук-Кайнарджанския и Яшкия мирен договор, и е наречен в нейна чест Екатеринослав. Градът се превръща в административен център на обширните територии на украинската степ (завладяните територии се наричат Новорусийска губерния и Екатеринославска губерния в състава на Руската империя). 
През 1787 г. градът е преместен на сегашното си място на река Днепър, в непосредствена близост до казашката слобода Половица (днес център на съвременен Днепър). По това време на територията на съвременния град има и редица казашки селища (селището Нови Кодаки и др.).
Днипро е замислен по план на княз Потьомкин – фаворит на императрицата, да бъде създаден като трета (след Санкт Петербург и Москва), така наречена южна столица на Руската империя.
В периода 1918 – 1919, докато съществува Украинската народна република, носи името Сичеслав. От 1919 до 1926 отново се казва Екатеринослав, но през 1926 г. е преименуван на Днепропетровск в чест на видния болшевик Григорий Петровски.
През 2016 г. е преименуван на Днипро в рамките на декомунизацията и украинизацията.

## Икономика
Днипро е един от най-големите промишлени центрове на Украйна. Особено е развита черната металургия и машиностроенето. Днипро е център на ракетостроенето на Украйна, както и на други отрасли на тежката промишленост.

От 1995 г. функционира системата на метрополитена на града.
- Гледки от града
- Изглед към възвишението на града от левия бряг
- Модерни сгради на десния бряг
- Панорама на града от Кайдатския мост
- Панорама на града от Южния мост
- Бизнес част на града
- Централната част на града.jpg
- Стадион „Днипро-Арена“
- Национален технически университет „Днипърска Политехника“
- Ракетата „Зенит-3SLБ“ на стартовата площадка – космическа ракета-носител за транспортиране на сателити в космоса
- Катедралата „Свети Йоан Кръстител“

## Известни личности
Родени в Днипро
- Адриан Богородски (р. 1943), духовник
- Елена Блаватска (1831 – 1891), писателка
- Александър Гънгов (р. 1961), български философ
- Анатолий Демяненко (р. 1959), футболист
- Константин Ерьоменко (1970 – 2010), футболист
- Мойсей Златин (1882 – 1953), диригент
- Александър Галич (1918 – 1977), писател
- Анатолий Демяненко (р. 1959), футболист
- Константин Доброджану-Геря (1855 – 1920), румънски общественик
- Андрей Кудин (р. 1963), писател
- Владимир Люти (р. 1962), футболист
- Сергей Мамчур (1972 – 1997), футболист
- Александър Матросов (1924 – 1943), войник
- Юрий Мухин (р. 1949), общественик
- Роман Нойщетер (р. 1988), футболист
- Сергей Перхун (1977 – 2001), футболист
- Владимир Пилгуй (р. 1948), футболист
- Олег Протасов (р. 1964), футболист
- Михаил Светлов (1903 – 1964), писател
- Юлия Тимошенко (р. 1960), политик
- Олександър Турчинов (р. 1964), политик
- Ростислав Фадеев (1824 – 1883), генерал и писател
- Сидер Флорин (1912 – 1999), български преводач
- Анжелина Швачка (р. 1971), певица

Починали в Днипро
- Иван Вишневски (1957 – 1996), футболист
- Владимир Гелфанд (1923 – 1983), писател
- Тодор Грудов (1895 – 1935), български комунист
- Мойсей Златин (1882 – 1953), диригент
- Зот Некрасов (1907 – 1990), инженер